# Michał Gorzkowicz
Michał Gorzkowicz (ur. 21 maja 2005) – polski lekkoatleta specjalizujący się w biegach sprinterskich. Medalista mistrzostw Europy juniorów młodszych.

## Osiągnięcia
Opracowano na podstawie:
| Rok  | Impreza                               | Miejsce    | Konkurencja        | Pozycja    | Wynik |
| ---- | ------------------------------------- | ---------- | ------------------ | ---------- | ----- |
| 2022 | Mistrzostwa Europy juniorów młodszych | Jerozolima | bieg na 200 metrów | 3. miejsce | 21,34 |

Rekordy życiowe:
- bieg na 100 metrów – 10,64 (15 lipca 2022, Bielsko-Biała),
- bieg na 200 metrów – 21,34 (6 lipca 2022, Jerozolima)..